# Efialte di Atene
Efialte, figlio di Sofonide (in greco antico: Ἐφιάλτης?, Ephiáltēs; 495 a.C. – 461 a.C.), è stato un politico ateniese, a capo della fazione democratica radicale.

## Biografia
Efialte, indicato da Plutarco come prostate (capo) della fazione popolare di Atene, è noto per la riforma dell'Areopago della polis che, nel 462 a.C., riuscì a fare approvare, dando inizio all'epoca della "democrazia radicale" ateniese del V secolo a.C.
La riforma consisteva nella riduzione delle prerogative politiche dell'Areopago, che vennero distribuite fra Eliea (tribunale popolare) e boulé (consiglio legislativo; tra le prerogative da esso acquisite rientrava l'euthyna, ossia il compito di giudicare l'operato dei magistrati giunti alla fine del mandato). Tra le istituzioni perse, inoltre, la nomophylakìa (la sorveglianza sulla costituzione) e forse anche la custodia dei testi delle leggi. L'Areopago mantenne solamente la funzione di giudicare nelle cause di sacrilegio e di omicidio volontario di un cittadino ateniese. Queste riforme vennero sentite dalle ali moderate come eccessive, in quanto l'Areopago, consiglio degli ex arconti, era rivestito di un'aura di sacralità. Anche per questo motivo, Efialte fu assassinato alcuni mesi dopo. L'esecutore dell'attentato mortale contro Efialte è individuato da Aristotele in Aristodico di Tanagra e da Idomeneo di Lampsaco addirittura in Pericle, che pure ne avrebbe raccolto l'eredità politica.
Incorruttibile (adorodoketos) e giusto (dikaios), Efialte fu l'incubo del partito oligarchico: si sbarazzò di molti giudici dell'Areopago intentando processi per corruzione e tolse al Consiglio tutti i poteri aggiunti (epitheta) che esso aveva accumulato durante l'epoca delle guerre persiane. La riforma costituzionale di Efialte fu abrogata dal governo dei Trenta.
Secondo il non imparziale giudizio aristotelico, sotto il governo successivo alla settima costituzione ateniese, avviata da Aristide e perfezionata da Efialte, la città avrebbe commesso moltissimi errori a causa dei demagoghi e dell'impero marittimo.
Per la sua fama di incorruttibilità Efialte è spesso raffigurato come un Robespierre ante litteram.